# Whistlerova matka
Whistlerova matka (oficiálním názvem Aranžmá v černé a šedé: portrét umělcovy matky) je obraz, který namaloval americký malíř James McNeill Whistler v roce 1871. Olejomalba na plátně o rozměrech 1,443 m × 1,624 m ukazuje sedící umělcovu matku Annu McNeillovou Whistlerovou v dobovém oblečení. Obraz od roku 1891 vlastní francouzský stát a je vystaven v Paříži v Muzeu Orsay. Je považován za jedno z nejslavnějších děl amerického umění mimo USA.

## Odraz v kultuře
Obraz je ústředním prvkem zápletky komediálního filmu Mr. Bean: Největší filmová katastrofa z roku 1997, v němž ho Mr. Bean při repatriaci do Spojených států omylem znehodnotí a tajně nahradí plakátem. 